# نوط الدفاع المدني
نوط الدفاع المدني هو نوط صدر بموجب النظام المرقم 125 بتاريخ 13 يونيو، 1970. بناءً على ما عرضه وزير الداخلية، وأقره مجلس قيادة الثورة. يُمنح بمرسوم جمهوري لمن يؤدي خدمة جليلة وعملاً ممتازاً أو تضحية فائقة في أعمال الدفاع المدني.

## شكله
حددت المادة الأولى من النظام المرقم 48 في 2 سبتمبر، 1970 شكله:
ا - النوط - قرص دائري فضي اللون بقطر 4 سم وبسمك 1 من 16 من العقدة ملون بالمينا, في وسط الوجه الاول منه شعار الجمهورية العراقية مكتوب فوقه وزارة الداخلية ومكتوب تحته نوط الدفاع المدني وفي وسط الوجه الثاني منه شعار الدفاع المدني النسر العربي يكون لون جناحيه وذيله ومخالبه اسود ولون راسه وساقيه اصفر ولون الدرع الذي على صدره ابيض مكتوب في وسطه الجمهورية العراقية - الدفاع المدني/ قوة - تضحية - تعاون, بالخط الاسود.

## إلغاؤه
أُلغي هذا النظام بموجب المادة 33، رابعاً، ص، من قانون الأوسمة والأنواط رقم 95 لسنة 1982. 